# Seeräuber farkasfalka
A Seeräuber farkasfalka a Kriegsmarine tengeralattjárókból álló második világháborús támadóegysége volt, amely összehangoltan tevékenykedett 1941. december 14. és 1941. december 23. között az Atlanti-óceán északi részén, főleg Spanyolország partjainál. A Seeräuber (Kalóz) farkasfalka nyolc búvárhajóból állt, amelyek három hajót (8810 brt) süllyesztettek el. Ez volt az első farkasfalka, amely súlyos veszteséget szenvedett: négy tengeralattjárója semmisült meg.
Az U–127-et az ausztrál HMAS Nestor romboló süllyesztette el mélységi bombákkal Gibraltártól nyugatra december 15-én. A teljes legénység, 51 tengerész meghalt. Az U–131 december 17-én pusztult el Marokkótól északnyugatra, amikor brit hadihajók és egy F4F Wildcat megtámadta. A 47 fős legénység túlélte az akciót. Másnap az U–434-et süllyesztette el a Brit Királyi Haditengerészet HMS Blankney és HMS Stanley rombolója Madeirától északra. A 44 fős legénységből ketten életüket vesztették. December 19-én az U–574-et érte utol végzete, amikor az HMS Stork szlúp mélységi bombákat dobott rá az Azori-szigetektől keletre. A német tengerészek közül 28-an meghaltak, 16-an túlélték a támadást.

## A farkasfalka tengeralattjárói
| A hajó száma | Parancsnoka                | Részvétel kezdete  | Részvétel vége     |
| ------------ | -------------------------- | ------------------ | ------------------ |
| U–67         | Günther Müller-Stöckheim   | 1941. december 14. | 1941. december 23. |
| U–71         | Hardo Rodler von Roithberg | 1941. december 21. | 1941. december 23. |
| U–107        | Harald Gelhaus             | 1941. december 14. | 1941. december 23. |
| U–108        | Klaus Scholtz              | 1941. december 14. | 1941. december 22. |
| U–127        | Bruno Hansmann             | 1941. december 14. | 1941. december 15. |
| U–131        | Arend Baumann              | 1941. december 14. | 1941. december 17. |
| U–434        | Wolfgang Heyda             | 1941. december 15. | 1941. december 18. |
| U–574        | Dietrich Gengelbach        | 1941. december 14. | 1941. december 19. |

## Elsüllyesztett hajók
| Dátum              | A búvárhajó száma | A hajó neve  | Nemzetisége        | Vízkiszorítása | Konvoj |
| ------------------ | ----------------- | ------------ | ------------------ | -------------- | ------ |
| 1941. december 14. | U–108             | Cassequel    | Portugália         | 5998           |        |
| 1941. december 19. | U–574             | HMS Stanley* | Egyesült Királyság | 5998           | HG–76  |
| 1941. december 19. | U–108             | Ruckinge     | Egyesült Királyság | 1190           | HG–76  |

* Hadihajó